# Biblioteca Montbau-Albert Pérez Baró
La Biblioteca Montbau - Albert Pérez Baró és una biblioteca pública fundada el 1980 al barri de Montbau de Barcelona com a 'Biblioteca Popular de Montbau' i que el 1991 es va integrar a la Xarxa de Biblioteques Municipals amb el nom actual, en honor a Albert Pérez Baró, veí del barri, que va col·laborar amb l'associació de veïns i en la creació de la biblioteca.

## Història
El 1980 es va inaugurar la Biblioteca Popular de Montbau en un antic barracó de l'antiga escola nacional al Pla de Montbau, gràcies a les gestions de la comissió pro-biblioteca constituida per l'Associació de Veïns de Montbau i la secció de Montbau de l'Associació Excursionista d'Etnografia i Folklore. El mobiliari i els primers llibres es van comprar amb donacions de la Caixa de Catalunya (500.000 pessetes), la Caixa de Pensions (50.000 pessetes) i la Diputació de Barcelona (50.000 pessetes), així com donacions d'editorials i entitats del barri, com l'Associació de Veïns de Montbau que va cedir 300 llibres. El mateix Albert Pérez Baró va donar el seu fons de llibres sobre cooperatives i cooperativisme. A més de la funció com a biblioteca, s'hi organitzaven conferències, cursets, cursos de català, etc.
Davant de la manifesta insuficiència del local de la biblioteca, el 1990 es va adequar l'edifici del carrer Àngel Marquès, antigues 'Escoles Nacionals', on el 16 de març de 1991 l'alcalde Pasqual Maragall hi va inaugurar la nova biblioteca, que va rebre el nom en honor d'Albert Pérez i Baró. L'any 1987 la biblioteca va rebre el premi Horta-Guinardó a la difusió cultural i el 1999 va rebre la Medalla d'Honor de Barcelona. Des del 2001 forma part del Consorci de Biblioteques de Barcelona. L'any 2014 es va tancar la biblioteca per tal de ser rehabilitada i ampliada aprofitant un mòdul que antigament ocupava la Creu Roja. El juliol de l'any següent es van finalitzar les obres i es va poder tornar a obrir la biblioteca. Entre els nous equipaments, la biblioteca va poder comptar amb un espai multimèdia per tal d'impartir cursos.

## Novel·la negra
La biblioteca disposa d'un fons especialitzat en gènere negre i policíac. A més del fons, difon els autors, les novetats bibliogràfiques i els esdeveniments culturals més importants relacionats amb aquest àmbit. També organitza xerrades sobre el gènere i té un club de lectura de novel·la negra.